# ابراهیم ویدانی
ابراهیم بن علی ایسافنی شهرت‌یافتهٔ عمومی به ویدانی (جمع واد در لهجهٔ مغربی) (?-۱۷۵۶م) فقیه مالکی مغربی بود که با مجموعه فتاوایش، الأجوبة شهرت یافت.